# Вільям Гаггінс
Сер Вільям Гаґґінс (англ. Sir William Huggins; 7 лютого 1824 — 12 травня 1910) — англійський астроном, член Лондонського королівського товариства (1865), його президент в 1900—1905.

## Біографія
Народився в Лондоні. Освіту здобув під керівництвом приватних викладачів. У 1842—1854 роках вів торгові справи своєї сім'ї. У 1854 році переїхав у Талсі-Гілл (поблизу Лондона), де в 1856 році обладнав власну обсерваторію. Там працював до кінця життя.
Один з піонерів астроспектроскопії. Почав регулярні заняття астрономією зі спостережень планет (1858—1860). Гаґґінс одним з перших оцінив значення відкритого Г. Р. Кірхгофом і Р. В. Бунзеном в 1859 році методу спектрального аналізу для вивчення небесних тіл; сконструював спектроскоп і почав спостереження зоряних спектрів на 8-дюймовому телескопі. Після великих спостережень лабораторних і зоряних спектрів показав у 1863 році, що яскраві зорі мають подібну до Сонця будову і що їхнє спостережуване випромінювання випускається гарячою речовиною і проходить через вищерозташовані шари поглинаючих газів. У 1864 році вперше спостерігав спектри світлих туманностей, які складалися з окремих емісійних ліній, і таким чином довів, що ці туманності є газовими. Виконав перші спектроскопічні спостереження нової зорі — Нової Північної Корони 1866 — і виявив існування навколо неї газової оболонки, що світиться. Спостерігав спектри трьох комет і показав, що вони містять смуги, що належать вуглецю і його сполукам. Одним з перших використав принцип Доплера—Фізо для визначення променевих швидкостей зір за зсувом ліній поглинання в їхніх спектрах. У 1868 році виміряв променеву швидкість Сіріуса. Починаючи з 1875 року виконав численні фотографічні спектральні спостереження зір, планет, Місяця; удосконалив методику астрофотографії.
Іноземний член-кореспондент Петербурзької АН (1901), президент Лондонського королівського астрономічного товариства (1876—1878).
Премії Паризької АН, Королівська медаль Лондонського королівського товариства (1866), дві медалі Лондонського королівського астрономічного товариства (1867, 1885), медаль Румфорда (1880) та медаль Коплі (1898) Лондонського королівського товариства.